# سند ضمان

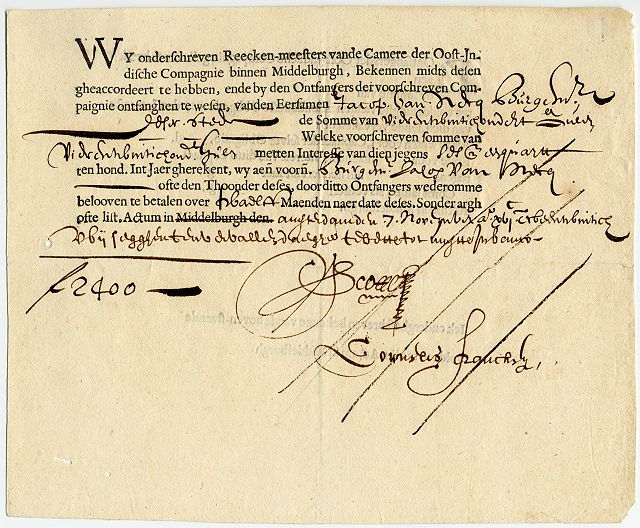

سند ضمان أو ورقة مالية في الاقتصاد هو مستند له قيمة مالية، أو مستند يثبت حقوق ملكية حصة في شركة أو متجر. وتصنف سندات الضمان كسندات دين مثل العملات أو سندات أو سندات الدخل وكأسهم معتادة وكإتفاقات اشتقاقية وسندات اختيارية وكتبادلات. وتسمى الشركة أو المؤسسة المالية التي تصدر سندات الضمان جهة الإصدار. وتختلف أنظمة إصدار سندات الضمان من دولة إلى أخرى للاعتراف بالسند كسند ضمان. فعلى سبيل المثال لا تفي بعض التجمعات الاستثمارية الخاصة بشروط إصدار سندات الضمان إما لكونها غير مسجلة أو بسبب إدخالها بعض الشروط الخاصة.
وتصدر الورقة المالية كمستند يثبت أن حامله صاحب حق يدفع إما لحامله أو إلى شخص مدون اسمه في المستند نفسه، وهو قانون صالح للتداول. ودون حيازة سند الضمان أو الورقة المالية فلا يمكن إثبات الحق المسجل عليه.

## الضمانات الإضافية
شهد العقد الأخير نموا هائلا في استخدام الأوراق المالية كضمان. ويسمى شراء الأوراق المالية بأموال مقترضة مؤمنة بأموال أخرى أو نقدية «عمليات الشراء بالهامش». حيث يكون على المدين مستحقات من دين أو التزام آخر للدائن (البنك)، وقد يطلب الدائن تسليم حقوق الملكية على شكل أوراق مالية إليه، إما في البداية (نقل الملكية)، أو في حالة التأخر (عدم نقل الملكية المؤسسية).
لا يتم نقل قروض حقوق الملكية المؤسسية ولكن تمكن المدين تلبية مطالبها في حال فشل الدائن تحقيق التزاماته للمدين والا سيصبح مفلسا. وتقسم ترتيبات الضمانات إلى فئتين واسعتين، وهي الفوائد المالية وضمانات التحويلات الصريحة. عادة تكون المصارف التجارية والمصارف الاستثمارية والوكالات الحكومية ومؤسسات استثمارية أخرى مثل صناديق الاستثمار المشتركة محتجزة ضمانات كبيرة، وفي نفس الوقت مزودة لها. وبالإضافة إلى ذلك، توظف أطراف من القطاع الخاص الأسهم أو غيرها من الأوراق المالية كضمان لمحفظة قروض على شكل إقراض أوراق المالية.
على مستوى المستهلك، نمت القروض مقابل الأوراق المالية إلى ثلاث مجموعات متميزة على مدى العقد الماضي: 1) القروض المؤسسية الموحدة، وتقدم عادة منخفض قيمة القروض مع طلبات ونظم تغطية صارمة للغاية، وأقرب إلى قياسات هامش الربح للقروض، 2) نقل القرض، يقدم عادة من قبل أطراف من القطاع الخاص حيث يتم وضع حد لملكية المقترض تماما حفظا للحقوق المنصوص عليها في عقد القرض، 3) خط ائتمان عدم نقل حق الملكية حيث لا تباع الأسهم وتقدم كأصول من نوع خط امتياز الائتمان النقدي. وأحد هذه الثلاث فئات، تراجع فيها نقل حق ملكية القروض ضمن الفئة المعرضة للخطر للغاية حيث تضاءلت إعداد المقدمين كما قد شن المنظمين حملة على مستوى الصناعة لفرض بنية نقل حق الملكية حيث المقرض الخاص قد يبيع أو يبيع على المكشوف لتمويل القروض. مؤسسيا تمكن المستهلك من القروض القائمة على الأوراق المالية، من جهة أخرى، يتم سحب أموا ل القرض من الموارد المالية لمؤسسة الإقراض، وليس من بيع الأوراق المالية.